# Biorbitella virgata
Biorbitella virgata är en tvåvingeart som först beskrevs av Daniel William Coquillett 1898.  Biorbitella virgata ingår i släktet Biorbitella och familjen fritflugor. Inga underarter finns listade i Catalogue of Life.